# Томмо Рачеа I
Томмо Рачеа I (тай. พระธรรมราชาธิราชรามาธิบดี) — регент, пізніше король Камбоджі наприкінці XV століття.

## Правління
Був братом Рачеа Раматуппдея.
Коли до меж камбоджійських володінь вторглись сіамці, Рачеа Раматуппдей залишив правити у Пномпені свого брата, який зрадив короля й сам проголосив себе новим правителем.